# Eric Hinton
Eric Hinton (1934 - Sídney, 17 de diciembre de 2015) fue un piloto australiano de motociclismo, que participó en el Campeonato del Mundo de Motociclismo desde 1956 hasta su muerte en 1969.

## Biografía
Hijo del gran campeón australiano Harry Hinton, Eric era el mediano de tres hermanos volcados también en el mundo del motor. Ganó diferentes carreras de TT y Bathurst de Australia antes de viajar por primera vez al extranjero en 1956 como miembro del equipo oficial de TT Isla de Man de 1956 de Australia. Su carrera internacional duró nueve años donde consiguió una victoriaː el del Gran Premio de Checoslovaquia de Motociclismo de 1959 de 500cc, aunque esta carrera aún no era puntuable para el Mundial.
Después de retirarse en 1969, Eric continuó ligado al mundo del motor preparando las máquinas para su hermano menor Robert y posteriormente para sus hijos, que también se dedicaron al mundo del motociclismo.
Eric falleció en el Hospital Westmead de Sídney después de una larga batalla contra la enfermedad de Parkinson y los efectos de un derrame cerebral.

## Resultados en el Campeonato del Mundo
Sistema de puntuación desde 1950 hasta 1968:
| Posición | 1.º | 2.º | 3.º | 4.º | 5.º | 6.º |
| Puntos   | 8   | 6   | 4   | 3   | 2   | 1   |

Sistema de puntuación desde 1969 hasta 1987:
| Posición | 1.º | 2.º | 3.º | 4.º | 5.º | 6.º | 7.º | 8.º | 9.º | 10.º |
| Puntos   | 15  | 12  | 10  | 8   | 6   | 5   | 4   | 3   | 2   | 1    |

### Carreras por año
(Carreras en negrita indica pole position, carreras en cursiva indica vuelta rápida)
| Año  | Cat.   | Moto    | 1       | 2       | 3     | 4       | 5       | 6       | 7       | 8       | 9       | 10    | 11    | 12    | 13    | Pts. | Pos. |
| ---- | ------ | ------- | ------- | ------- | ----- | ------- | ------- | ------- | ------- | ------- | ------- | ----- | ----- | ----- | ----- | ---- | ---- |
| 1956 | 350cc  | Norton  | IOM Ret | NED -   | BEL - | GER -   | ULS -   | NAT -   |         |         |         |       |       |       |       | 0    | -    |
| 1956 | 500 cc | Norton  | IOM -   | NED -   | BEL - | GER Ret | ULS -   | NAT -   |         |         |         |       |       |       |       | 0    | -    |
| 1957 | 350cc  | Norton  | GER -   | IOM 5   | NED - | BEL -   | ULS -   | NAT -   |         |         |         |       |       |       |       | 2    | 15.º |
| 1957 | 500cc  | Norton  | GER -   | IOM Ret | NED - | BEL -   | ULS -   | NAT -   |         |         |         |       |       |       |       | 0    | -    |
| 1958 | 250cc  | NSU     | IOM 7   | NED -   | BEL - | GER -   | SWE -   | ULS -   | NAT -   |         |         |       |       |       |       | 0    | -    |
| 1958 | 350cc  | Norton  | IOM Ret | NED -   | BEL - | GER -   | SWE -   | ULS -   | NAT -   |         |         |       |       |       |       | 0    | -    |
| 1958 | 500cc  | Norton  | IOM 11  | NED Ret | BEL - | GER -   | SWE -   | ULS -   | NAT -   |         |         |       |       |       |       | 0    | -    |
| 1959 | 350cc  | Norton  | FRA -   | IOM 14  | GER - |         |         | SWE -   | ULS -   | NAT -   |         |       |       |       |       | 0    | -    |
| 1959 | 500cc  | Norton  | FRA -   | IOM Ret | GER - | NED -   | BEL -   | SWE -   | ULS Ret | NAT Ret |         |       |       |       |       | 0    | -    |
| 1965 | 350cc  | Norton  |         | GER -   |       |         | IOM Ret | NED -   |         | RDA -   | CZE Ret | ULS - | FIN 6 | NAT - | JPN - | 1    | 24.º |
| 1965 | 500cc  | Norton  |         | GER -   |       |         | IOM Ret | NED -   | BEL -   | RDA Ret | CZE Ret | ULS - | FIN 7 | NAT - | JPN - | 0    | -    |
| 1966 | 125cc  | Bultaco | ESP -   | GER -   | FRA - | NED Ret | BEL -   | RDA -   | CZE -   | FIN Ret | ULS -   | IOM - | NAT - | JPN - |       | 0    | -    |
| 1966 | 250cc  | Bultaco | ESP -   | GER -   | FRA - | NED 10  | BEL 13  | RDA -   | CZE 9   | FIN Ret | ULS -   | IOM - | NAT - | JPN - |       | 0    | -    |
| 1966 | 500cc  | Norton  |         | GER -   |       | NED -   | BEL -   | RDA Ret | CZE 6   | FIN Ret | ULS -   | IOM - | NAT - |       |       | 1    | 21.º |
| 1967 | 500cc  | Norton  |         | GER -   |       | IOM -   | NED -   | BEL Ret | RDA Ret | CZE -   | FIN Ret | ULS - | NAT - | CAN - |       | 0    | -    |
| 1969 | 250cc  | Yamaha  | ESP -   | GER -   | FRA - | IOM -   | NED -   | BEL 6   | RDA -   | CZE -   | FIN -   | ULS - | NAT - | YUG - |       | 5    | 30.º |